# Self-Made Maids
Self-Made Maids (br.:Artistas do riso) é um filme curta metragem estadunidense de 1950, dirigido por Jules White. É o 124º filme de um total de 190 da série com os Três Patetas produzida pela Columbia Pictures entre 1934 e 1959. Todos os personagens do filme foram interpretados pelos Três Patetas.

## Enredo
Os Três Patetas são artistas que se apaixonam pelas modelos, as irmãs Larraine, Moella e Shempetta. Eles vão ao apartamento das irmãs pedirem a mão em casamento para o pai delas mas no caminho se encontram com ele (interpretado por Moe) e, sem saberem quem é, discutem e lhe batem por causa de um "encontrão", deixando o homem desacordado. O trio fica à espera dele junto das moças e, quando o homem chega, os reconhece como os três agressores e imediatamente começa a persegui-los com um revólver em punho. Depois de muita correria, os Patetas conseguem amarrar o homem e o convencem a aceitar o casamento, torturando-o coçando-lhe os pés. Na cena final, são mostrados os três bebês dos três casais, brigando por causa da mamadeira.